# Nicolas Boucher
Nicolas Boucher, né  le 15 novembre 1528 à Cernay-en-Dormois  et  mort  le 19 avril 1593 à Verdun, est un prélat français, évêque de Verdun au XVIe siècle. 

## Biographie
Nicolas Boucher est professeur à l'université de Reims, chanoine et supérieur au séminaire de la même ville et abbé de Saint-Vanne. Il est nommé évêque de Verdun en 1588.
Il est l'auteur d'une oraison funèbre pour Charles, cardinal de Lorraine.

## Source
- Nicolas Roussel, Histoire ecclésiastique et civile de Verdun, Paris,  1745.